# بنیادگرایی بازار
بنیادگرایی بازار (به انگلیسی:Market fundamentalism)، که به نام بنیادگرایی بازار آزاد نیز شناخته می‌شود، اصطلاحی است که به باور قوی به توانایی سیاست‌های سرمایه‌داری بدون نظارت لسه فر یا بازار آزاد برای حل اکثر مشکلات اقتصادی و اجتماعی اطلاق دارد. این اصطلاح اغلب توسط منتقدان این اعتقادات ذکر شده و به عنوان واژه‌ای با کاربردی تحقیرآمیز استفاده می‌شود.

## خاستگاه و کاربرد
پالاگومی سایناث معتقد است که جرمی سیبروک، روزنامه‌نگار و کمپین‌گر، اولین بار از این اصطلاح استفاده کرد. این واژه توسط جاناتان بنتال در سرمقاله «Anthropology Today» در سال ۱۹۹۱ میلادی و توسط جان لانگمور و جان کویگین در کتاب کار برای همه در سال ۱۹۹۴ میلادی استفاده شد.
به گفته جان کویگین، ویژگی‌های استاندارد لفظ بنیادگرایانه اقتصادی، ادعاهای جزمی همراه با این ادعا است که هر کسی که دیدگاه‌های مخالف این باور اقتصادی را دارد، یک اقتصاددان واقعی نیست. با این حال، کوزول رایت در کتاب خود با نام «ظهور مقاومت‌پذیر بنیادگرایی بازار» بیان می‌کند که «ویژگی غیرقابل اجتناب بودن نیروهای بازار» ، نئولیبرال‌ها و سیاستمداران محافظه‌کار را نقد می‌کند. جامعه شناسان فرد ال. بلاک و مارگارت سامرز از برچسب و کلمه بنیادگرایی بازار استفاده می‌کنند زیرا به باور آنان «این اصطلاح باور شبه-مذهبی به خود تنظیمی در بازارها را نشان می‌دهد».
جوزف استیگلیتز این اصطلاح را در جستار شرح حال خود در پذیرش جایزه یادبود نوبل در علوم اقتصادی برای انتقاد از برخی سیاست‌های صندوق بین‌المللی پول به کار برد و استدلال کرد: «به‌طور کلی، صندوق بین‌المللی پول از مجموعه‌ای از سیاست‌ها حمایت می‌کرد که عموماً به‌عنوان اجماع واشینگتن از آن یاد می‌شود. دکترین‌های نئولیبرال، یا بنیادگرایی بازار، مبتنی بر درک نادرست از نظریه اقتصادی و (آنچه من) آن را تفسیری ناکافی از داده‌های تاریخی می‌دانستم است.»